# Chadidża al-Mardi
Chadidża al-Mardi (arab. ‏خديجة المرضي‎; ur. 1 lutego 1991 w Casablance) – marokańska bokserka, brązowa medalistka mistrzostw świata, złota medalistka igrzysk afrykańskich, uczestniczka Letnich Igrzysk Olimpijskich 2016 i 2024.

## Kariera
W 2016 roku wzięła udział w igrzyskach olimpijskich w Rio de Janeiro. W kategorii do 75 kg odpadła w ćwierćfinale po porażce z Darigą Szakimową z Kazachstanu.
W sierpniu 2019 roku wystąpiła na igrzyskach afrykańskich w Rabacie w kategorii do 75 kg. W finale pokonała Mozambijkę Rady Gramane, zdobywając złoty medal. W październiku tego samego roku zdobyła brąz podczas mistrzostw świata w Ułan Ude, przegrywając w półfinale z Walijką Lauren Price. Została pierwszą Marokanką, która dokonała tego sukcesu.
W 2024 roku wzięła udział w Letnich Igrzyskach Olimpijskich 2024, gdzie w rywalizacji kobiet do 75 kg odpadła w ćwierćfinale z Caitlin Parker.